# Henri I av Bourbon, prins de Condé
Henri I av Bourbon, prins av Condé, hertig av Enghien, född 29 december 1552 och död 5 mars 1588, var precis som sin far Louis I av Bourbon, prins av Condé, en fransk hugenottgeneral.
Hertigen av Condé gjorde jämte sin kusin Henrik av Navarra, sina läroår i religionskriget under amiral Coligny. Under Bartolomeinatten räddade han sitt liv genom att avsäga sig sin tro. Mot slutet av Karl IX:s regering flydde han till Tyskland, samlade där en liten här, med vilken han slöt sig till hertigen av Alençon (yngre bror till Karl IX), och blev vald till protestanternas generalissimus. Efter flera års strid blev han 1588 tillfångatagen och dog kort därefter av gift. Många i hans samtid trodde att det var hans andra hustru, Charlotte Catherine de La Trémoille, som hade gett honom det.